# Tatobotys tanyscia
Tatobotys tanyscia is een vlinder uit de familie van de grasmotten (Crambidae), uit de onderfamilie van de Spilomelinae. De wetenschappelijke naam van deze soort is voor het eerst voorgesteld door Reginald James West in een publicatie uit 1931.
De soort komt voor in de Filipijnen.